# 渡邊剛
渡邊 剛（わたなべ ごう、1958年 - ）は、日本の心臓血管外科医。医学博士。ニューハート・ワタナベ国際病院総長、国際医療福祉大学客員教授、帝京大学客員教授。日本ロボット外科学会理事長、日伯研究者協会副会長、自由が丘クリニック顧問、元金沢大学心肺・総合外科教授。

## プロフィール
東京都出身。ドイツのハノーファー医科大学にて、ドイツ心臓外科の父と呼ばれるHans G Borst教授に学び、2年半の臨床留学中2000件にわたる心臓手術を経験。チーフレジデントとして又、32歳で日本人最年少の心臓移植執刀医として活躍。帰国後、2003年に人工心肺を用いない心臓を動かしたままのバイパス手術(心拍動下冠動脈バイパス手術(OPCAB))を成功させ、世界初の完全内視鏡下心拍動下冠動脈バイパス術を行う。
1998年には全身麻酔を用いない局所麻酔によるawake off-pump冠動脈バイパス術を創始し、脳血管障害や呼吸器合併症の患者にも応用した。
2014年5月にニューハート・ワタナベ国際病院を開設し総長に就任。開設当時は渡邊が主宰していた金沢大学第一外科より多くのスタッフが同時に移動し、地元紙では大きなニュースとなった。
ロボット心臓手術に関しては、特に僧帽弁膜症に対して完全内視鏡下の鍵穴手術（キーホール手術）を考案。日本で唯一行っており、その数は200件を超える。
2019年には世界で最もda Vinci心臓手術を行った外科医として表彰された。2019年から2022年まで、4年連続でロボット心臓手術数、世界最多を保持している。
ロボット手術の安全な普及を目的として、2015年にロボット心臓手術関連学会協議会が発足した。日本胸部外科学会、日本心臓血管外科学会、日本ロボット外科学会の三学会により構成され、施設の認定、術者の認定業務を行っている。ロボット手術の臨床開始には本協議会からの派遣のプロクターによる指導を受けることが義務付けられている。2018年4月にはロボットを用いた心臓弁膜症の弁形成術は保険診療として認められている。

## 経歴
- 麻布中学校・高等学校卒業
- 1984年 金沢大学医学部卒業、金沢大学第一外科
- 1989年 医学博士号取得、ドイツ学術交流会（DAAD）留学生としてドイツ・ハノーファー医科大学 心臓血管外科　留学
- 1992年 金沢大学医学部附属病院
- 1992年 富山医科薬科大学医学部
- 2000年 金沢大学医学部外科学第一講座教授
- 2003年 東京医科大学 客員教授
- 2005年 東京医科大学心臓外科教授（兼任）
- 2011年 国際医療福祉大学　客員教授
- 2013年 帝京大学心臓外科　客員教授
- 2014年 ニューハート・ワタナベ国際病院 総長、理事長、院長

## 出演番組

### テレビ
- 奇跡体験・アンビリバボー！（フジテレビ系全国ネット）-2022年6月1日
- 林修の今でしょ!講座（テレビ朝日） - 2016年10月4日
- 日経モーニングプラス（BS JAPAN） - 2016年9月21日
- オトナの社会科見学「命を救う！スゴ腕ドクター」（BS朝日） - 2016年9月13日
- カミワザJAPAN（フジテレビ） - 2015年12月30日
- 駆け込みドクター!運命を変える健康診断 （TBS） - 2015年7月19日
- 林修の今でしょ!講座（テレビ朝日） - 2014年7月1日
- news every.「最新医療特集」（日本テレビ） - 2014年6月27日
- NEWS ZERO「最新医療特集」（日本テレビ） - 2014年6月19日
- みんなの家庭の医学「今年こそ絶対治したい！しつこい不調を解消する4つの新事実SP」（朝日放送） - 2014年1月7日
- 8ッピーLiveいしかわキッズ「突撃取材！8ッピー隊～神の手！金沢大学渡邊剛教授に迫る～」（石川テレビ放送） - 2013年11月9日
- みんなの家庭の医学「セカンド・オピニオンスペシャル」（朝日放送） - 2013年3月5日
- ホンマでっか!?TV「知っておきたい病気の兆候」（フジテレビ） - 2013年2月6日
- Letters～感動の手紙～（テレビ東京） - 2012年12月13日
- ホンマでっか!?TV「驚きの最新医療SP3」（フジテレビ） - 2012年9月5日
- 天才てれびくん「ロボットアーム」（NHK教育テレビジョン） - 2012年2月27日
- 今日感テレビ「神の左手を持つ心臓外科医」（RKB毎日放送） - 2012年2月8日
- ヒポクラテスの誓い「心臓血管外科医渡邊剛　新境地に挑む孤高のドクター」（BS-TBS） - 2011年10月29日
- 鳥越俊太郎 医療の現場！（BS朝日） -2011年7月23日
- 密着！奇跡を起こす日本のスゴ腕ドクター（テレビ東京）　- 2011年4月12日
- たけしの健康エンターテインメント!みんなの家庭の医学（朝日放送） -　2011年3月29日
- スーパーJチャンネル（テレビ朝日） - 2008年2月1日
- 夏ドキュ！神の左手・奇跡の天才ドクター（日本テレビ） - 2007年9月10日
- スッキリ!!（日本テレビ） - 2007年7月23日
- 夢の扉（TBS） - 2007年2月25日
- FNNスーパーニュース「患者に優しい医療」フジテレビ - 2006年12月13日
- はなまるマーケット（TBS） - 2005年12月27日
- ドスペ!「生命の最前線24時」（テレビ朝日） - 2005年10月29日
- これが世界のスーパードクター!3（TBS） - 2005年9月23日
- 日経スペシャル「ガイアの夜明け」第138回（テレビ東京） - 2004年12月7日
- モーニングショー（テレビ朝日） - 2017年6月27日

### ラジオ
- ヘルスケアスペシャル〜毎日の笑顔のために〜（TBSラジオ） - 2016年9月18日
- 渡邊剛の週末ハートカルテ（TBSラジオ）[7] - 2017年4月1日〜2018年9月29日